# Scaphorhinadoretus bimaculatus
Scaphorhinadoretus bimaculatus är en skalbaggsart som beskrevs av Ohaus 1912. Scaphorhinadoretus bimaculatus ingår i släktet Scaphorhinadoretus och familjen Rutelidae. Inga underarter finns listade i Catalogue of Life.